# Surat
Surat (gudżarati: સુરત) – trzecie co do wielkości miasto zachodnich Indii.

## Geografia
Miasto usytuowane jest przy ujściu rzeki Tapti do Morza Arabskiego. Współrzędne geograficzne to 21.17° N, 72.83° E. Średnia wysokość n.p.m. wynosi 13 m. Dystrykt Surat graniczy z dystryktami Bharuch i Narmada na północy oraz Navsari i Dang na południu. Na zachodzie znajduje się Zatoka Kambajska. Klimat tropikalny z monsunami. Opady wynoszą około 2500 mm rocznie.

## Historia
W XVI wieku był to wielki port, o od 1612 pierwsza angielska faktoria na subkontynencie; później Surat stracił znaczenie na rzecz pobliskiego Mumbaju.

## Demografia
W spisie ludności z 2011 roku populacja Suratu liczyła 4 467 797. Mężczyźni stanowili 57%. Umiejętność czytania i pisania posiadało 88% mieszkańców powyżej 6 roku życia.
Ze względu na istnienie wielu bezprawnie budowanych budynków oraz dzielnic nędzy, utrudniających zliczanie mieszkań na tym terenie, oraz bardzo szybki wzrost populacji (głównie w wyniku migracji), liczbę ludności podaje się jedynie szacunkowo.

## Gospodarka
Surat słynie z produkcji tekstyliów. Jest to również największy na świecie ośrodek obróbki diamentów. W mieście rozwinął się przemysł włókienniczy, chemiczny, spożywczy, drzewny, materiałów budowlanych oraz rzemieślniczy.